# Warehouse 13
Warehouse 13 is een Amerikaanse sciencefictionserie die van 2009 tot 2014 werd uitgezonden op Syfy, een televisiekanaal dat gespecialiseerd is in fantasy, sciencefiction en horror.

## Verhaal
Nadat ze het leven van de president van de Verenigde Staten hebben gered, worden een paar Amerikaanse geheim agenten weggevoerd naar een verborgen locatie in South Dakota, Warehouse 13, waar bovennatuurlijke objecten worden bewaard. Deze zijn door de eeuwen heen verzameld door de Regenten, een groep mensen die boven en buiten regeringen staat. De agenten krijgen een nieuwe opdracht: het ophalen van objecten die verdwenen zijn en het onderzoeken van meldingen over nieuwe objecten.

## Rolverdeling
| Acteur             | Personage       | Functie                                         |
| ------------------ | --------------- | ----------------------------------------------- |
| Eddie McClintock   | Pete Lattimer   | Secret Service-agent in dienst bij Warehouse 13 |
| Joanne Kelly       | Myka Bering     | Secret Service-agent in dienst bij Warehouse 13 |
| Saul Rubinek       | Artie Nielsen   | Beheerder van Warehouse 13                      |
| Allison Scagliotti | Claudia Donavan | Werknemer bij Warehouse 13                      |
| CCH Pounder        | Mrs. Frederic   | Directrice Warehouse 13                         |
| Aaron Ashmore      | Steve Jinks     | Warehouse 13 Agent                              |